# 6212 Franzthaler
6212 Franzthaler eller 1993 MS1 är en asteroid i huvudbältet som upptäcktes den 23 juni 1993 av den amerikanska astronomen Michael Nassir vid Palomar-observatoriet. Den är uppkallad efter den italienska författaren Franz Thaler.
Asteroiden har en diameter på ungefär 11 kilometer.